# 「かわいい」
「「かわいい」」は、日本のシンガーソングライター、藤原さくらの楽曲。編曲はYAGI & RYOTA (SPECIAL OTHERS)が手がけた。2016年2月17日に発売された1stアルバム『good morning』に収録された楽曲で、2015年12月16日に先行配信された。

## 構成
詞先で制作された曲。歌詞は、藤原が好きな人がいたときのことを思い出し、女の子だったら誰しも持ったことがある感情について書かれている。
当初のアレンジは、現行のものよりもポップなアレンジだった。その後YAGI & RYOTAのプロデュースによりルーツ・ミュージックとポップスを融合したアレンジとなった。
レコーディングには、ジャム・バンドのSPECIAL OTHERSやH ZETTRIOのメンバーが参加しており、藤原はやっぱりジャムバンドの方なんで、レコーディング自体がセッションっぽいというか……私の歌のテンションによって、その場で演奏もどんどん変わっていくんですよ。この曲のレコーディングのときは、気が付けばギターの柳下さんとキーボードを弾いてくださったH ZETT Mさんが音で“追っかけっこ”〔ママ〕を始めてたり（笑）。アウトロの長さも「いい感じだから伸ばそうか」って予定の倍になったんですよと語っている。そのため、演奏もデモ音源と異なっており、アウトロも当初より長くなっている。

## リリース
2015年12月3日に大喜多正毅が監督を務めたミュージック・ビデオが公開された。映像内では巨大なオブジェを用いて膨らむ恋心を表現している。なおこのミュージック・ビデオは、2020年4月現在ソフト化されていない。
2015年12月16日に1stアルバム『good morning』からの先行配信として配信限定でリリースされ、2016年2月17日に発売された1stアルバム『good morning』の2曲目に収録された。
ライブで演奏する機会も多く、後述のように複数の映像作品にライブ映像が収録されている。
2022年10月30日に発売されたEP『まばたき』には、弾き語り音源が収録されている。

## 演奏
※出典
- 藤原さくら：Vocal, A.Guitar
- 柳下"DAYO"武史 (SPECIAL OTHERS)：E.Guitar
- H ZETT NIRE (H ZETTRIO)：Bass
- 宮原良太 (SPECIAL OTHERS)：Drums
- H ZETT M (H ZETTRIO)：Piano

## 映像作品収録
- Soup（特典DVD）
- PLAY（特典DVD）
- 『野外音楽会2018』Live at 日比谷野外大音楽堂 20180715
- 「SUPERMARKET」Live 2021 at 中野サンプラザ